# Peter Judge
Peter Judge (* 18. November 1957 in Calgary, Alberta) ist ein ehemaliger kanadischer Freestyle-Skier. Er startete in allen Disziplinen und hatte seine Stärken in der Kombination. Judge gewann einmal den Freestyle-Gesamtweltcup sowie vier Einzelwettkämpfe. Nach dem Ende seiner aktiven Laufbahn war er zunächst als Trainer und später als Funktionär für den kanadischen Freestyle-Skiverband tätig.

## Biografie

### Sportliche Laufbahn
Peter Judge begann 1975 als Freestyle-Skier und feierte bereits vor Einführung des Weltcups im Jahr 1980 einige Erfolge.
In der ersten Weltcup-Saison erreichte Judge in drei von vier Disziplinen insgesamt acht Platzierungen unter den besten zehn. Sowohl im Gesamtweltcup als auch in der Kombinationswertung belegte er Rang neun. Beim Weltcup-Finale in Whistler verpasste er als Aerials-Vierter nur knapp seinen ersten Podestplatz. 1981 klassierte er sich in fünf Kombinationen auf dem Podium, womit er sich im Gesamtweltcup auf den dritten und in der Spezialwertung auf den zweiten Platz verbesserte. Im Spätwinter 1982 konnte Judge am Mont Sainte-Anne und in Livigno seine ersten beiden Kombinationssiege feiern. Mit sechs weiteren Podiumsplatzierungen, darunter auch im Ballett und auf der Buckelpiste, musste er sich im Gesamtweltcup nur Frank Beddor geschlagen geben.
Seine erfolgreichste Saison bestritt Judge 1983. In Tignes und Angel Fire gewann er zwei weitere Kombinationen und sicherte sich dank insgesamt 15 Top-10-Platzierungen punktegleich mit seinem Landsmann Alain Laroche den Gewinn des Gesamtweltcups. 1984 gelangen ihm noch zwei zweite und ein dritter Platz in der Kombination, in der Aerials-Wertung erreichte er als Sechster ein Karrierehoch. Nach Rückfall auf Rang vier in der Weltcup-Gesamtwertung beendete er seine aktive Laufbahn im Leistungssport.

### Weitere Karriere
Nachdem er bereits vor seinem Karriereende als Trainer gearbeitet hatte, übernahm Judge 1985 das Amt des Cheftrainers der kanadischen Freestyle-Nationalmannschaft. In dieser Funktion führte er seine Athleten zu zahlreichen Erfolgen, darunter eine olympische Goldmedaille (Jean-Luc Brassard auf der Buckelpiste 1994) sowie zwei Siege bei olympischen Demonstrationswettbewerben. Bis 1997 wurde er mehrfach ausgezeichnet und war zweimal Finalist bei der Wahl zu Kanadas Trainer des Jahres. Danach wechselte Judge als Cheftrainer zum australischen und fünf Jahre später zum chinesischen Verband. Im Mai 2004 wurde er erstmals CEO von Freestyle Canada. Unter seiner zehnjährigen Ägide erreichten die kanadischen Freestyle-Sportler neben anderen Erfolgen 19 Olympia- und 69 Weltmeisterschaftsmedaillen. Nach den Olympischen Winterspielen von Sotschi (mit neun Medaillen die erfolgreichsten in der kanadischen Freestyle-Geschichte) folgte Judge Ken Read als Wintersportdirektor des Förderprogramms Own the Podium nach, ehe er 2018 erneut zum CEO von Freestyle Canada ernannt wurde. Sowohl als Trainer als auch als Funktionär engagierte sich Judge für die Aufnahme des Freestyle-Skiings (1988) bzw. der neuen Disziplinen Halfpipe und Slopestyle (2014) ins olympische Programm.
Judge war ab 1985 für einige Jahre mit der US-amerikanischen Ballett-Spezialistin Jan Bucher verheiratet, die er 1978 kennenlernt hatte. 2004 heiratete er in Melbourne die Australierin Anne Colquhoun, mit der er zwei Söhne hat. Die Familie lebte zunächst in Whistler, British Columbia, Mutter und Kinder zogen später nach Australien.

## Erfolge

### Weltcupwertungen
| Saison | Gesamt | Gesamt | Aerials | Aerials | Moguls | Moguls | Ballett | Ballett | Kombination | Kombination |
| Saison | Platz  | Punkte | Platz   | Punkte  | Platz  | Punkte | Platz   | Punkte  | Platz       | Punkte      |
| ------ | ------ | ------ | ------- | ------- | ------ | ------ | ------- | ------- | ----------- | ----------- |
| 1980   | 9.     | 149    | 12.     | 56      | 20.    | 34     | 20.     | 31      | 9.          | 28          |
| 1981   | 3.     | 354    | 10.     | 100     | 14.    | 70     | 10.     | 105     | 2.          | 79          |
| 1982   | 2.     | 411    | 10.     | 107     | 11.    | 99     | 7.      | 121     | 2.          | 84          |
| 1983   | 1.     | 66     | 8.      | 76      | 12.    | 58     | 6.      | 97      | 3.          | 40          |
| 1984   | 4.     | 58     | 6.      | 116     | 19.    | 57     | 9.      | 99      | 4.          | 76          |

### Weltcupsiege
Judge errang im Weltcup 21 Podestplätze, davon 4 Siege:
| Datum           | Ort              | Land       | Disziplin   |
| --------------- | ---------------- | ---------- | ----------- |
| 7. Februar 1982 | Mont Sainte-Anne | Kanada     | Kombination |
| 14. März 1982   | Livigno          | Italien    | Kombination |
| 22. Januar 1983 | Tignes           | Frankreich | Kombination |
| 19. März 1983   | Angel Fire       | USA        | Kombination |

### Weitere Erfolge
- 1 kanadischer Meistertitel (Moguls 1984)[5]

## Auszeichnungen
- 1983: International Freestyle Skier of the Year (Ski Racing Magazine)[6]
- 1989, 1991, 1993, 1994 und 1997: Longines-Wittnauer Coaching Excellence Award[1]
- 1996: Aufnahme in die Canadian Ski Hall of Fame